# Anybody's Woman
Pour plus de détails, voir Fiche technique et Distribution.
Anybody's Woman est un film américain réalisé par Dorothy Arzner, sorti en 1930.

## Fiche technique
- Titre : Anybody's Woman
- Réalisation : Dorothy Arzner
- Scénario : Zoe Akins, Gouverneur Morris et Doris Anderson
- Photographie : Charles Lang
- Montage : Jane Loring
- Pays d'origine : États-Unis
- Format : Noir et blanc - Mono
- Date de sortie : 1930

## Distribution
- Ruth Chatterton : Pansy Gray
- Clive Brook : Neil Dunlap
- Paul Lukas : Gustave Saxon
- Huntley Gordon : Grant Crosby
- Virginia Hammond : Katherine Malcolm
- Tom Patricola : Eddie Calcio
- Juliette Compton : Ellen
- Cecil Cunningham : Dot
- Charles K. Gerrard : Walter Harvey
- Harvey Clark : Mr Tanner
- Sidney Bracey : Maître d'hôtel